# Canton de Pierrefort
Le canton de Pierrefort était une division administrative française, située dans le département du Cantal en région d'Auvergne. Il a été supprimé en 2015 à la suite du redécoupage des cantons du département.

## Histoire
Le canton a été supprimé en 2015 à la suite du redécoupage des cantons du département : les 11 communes ont intégré le nouveau canton de Saint-Flour-2.

## Composition
Le canton de Pierrefort regroupait 11 communes :
| Nom                         | Code Insee | Intercommunalité          | Population (dernière pop. légale) |
| --------------------------- | ---------- | ------------------------- | --------------------------------- |
| Pierrefort (chef-lieu)      | 15152      | CC Saint-Flour Communauté | 915 (2014)                        |
| Brezons                     | 15026      | CC Saint-Flour Communauté | 197 (2014)                        |
| Cézens                      | 15033      | CC Saint-Flour Communauté | 226 (2014)                        |
| Gourdièges                  | 15077      | CC Saint-Flour Communauté | 52 (2014)                         |
| Lacapelle-Barrès            | 15086      | CC Saint-Flour Communauté | 57 (2014)                         |
| Malbo                       | 15112      | CC Saint-Flour Communauté | 104 (2014)                        |
| Narnhac                     | 15139      | CC Saint-Flour Communauté | 74 (2014)                         |
| Oradour                     | 15145      | -                         | 244 (2014)                        |
| Paulhenc                    | 15149      | CC Saint-Flour Communauté | 241 (2014)                        |
| Sainte-Marie                | 15198      | CC Saint-Flour Communauté | 109 (2014)                        |
| Saint-Martin-sous-Vigouroux | 15201      | CC Saint-Flour Communauté | 247 (2014)                        |

## Représentation

### Conseillers généraux de 1833 à 2015
| Période         | Période          | Identité                           | Étiquette              | Qualité |
| --------------- | ---------------- | ---------------------------------- | ---------------------- | --- |
| 1833            | 1839             | Jacques Joseph Barte               | Gouvernemental         | Juge de paix, maire de Pierrefort                                                                                           |
| 1839            | 1870             | Guillaume Auguste de Lagarrigue,   | Gouvernemental         | Président honoraire du Tribunal civil de Saint-Flour Maire de Saint-Flour                                                   |
| 1870            | 1871             | Alfred Triniac                     | Conservateur           | Procureur impérial à Yssingeaux                                                                                             |
| 1871            | 1876 (décès)     | Jean-Hippolyte Gibert              | Libéral                | Directeur de la ferme-école de la Chassagne, à Pierrefort                                                                   |
| 1876            | 1880 (démission) | Joachim Méjansac                   | Conservateur           | Médecin, maire de Pierrefort, conseiller d'arrondissement                                                                   |
| 1880            | 1925             | Armand Bory                        | Républicain modéré     | Avocat, propriétaire à Pierrefort Ancien Magistrat Député (1891-1898 et 1910-1914) Président du Conseil Général (1891-1898) |
| 1925            | 1940             | Hippolyte Raoul Hilarion Rayrolles | Rad.                   | Médecin, maire de Pierrefort                                                                                                |
|                 |                  |                                    |                        | |
| 1945            | 1950 (décès)     | Pierre Delcassan (1879-1950)       | Rad.Ind.               | Marchand de vins à Pierrefort                                                                                               |
| 22 octobre 1950 | 1951             | Antoine Vidalenc                   | PPUS-CNIP              | Agriculteur Maire de Cézens (?-1970)                                                                                        |
| 1951            | 1954 (décès)     | Jean Alphonse Jouve (1886-1954)    | PPUS                   | Médecin, maire de Pierrefort                                                                                                |
| 4 avril 1954    | 1968 (décès)     | Roger Besse                        | CNIP                   | Pharmacien, maire de Pierrefort                                                                                             |
| 21 avril 1968   | 1988             | Georges Perrot                     | CNIP puis UDR puis RPR | Vétérinaire Maire de Pierrefort                                                                                             |
| 1988            | 2015             | Louis Galtier                      | UMP                    | Cadre administratif Maire de Pierrefort                                                                                     |

### Résultats électoraux détaillés
- Élections cantonales de 2001 : Louis Galtier (Divers droite) est élu au 1er tour avec 87,16 % des suffrages exprimés, devant Gisèle Lacroix (MNR) (12,84 %). Le taux de participation est de 84,98 % (2 082 votants sur 2 450 inscrits)[6].
- Élections cantonales de 2008 : Louis Galtier   (UMP) est élu au 1er tour avec 100 % des suffrages exprimés. Le taux de participation est de 83,88 % (1 998 votants sur 2 382 inscrits)[7].

### Conseillers d'arrondissement (de 1833 à 1940)
| Période                                  | Période      | Identité                                       | Étiquette    | Qualité |
| ---------------------------------------- | ------------ | ---------------------------------------------- | ------------ | --- |
| 1833                                     | 1836         | M. Méjansac                                    |              | Maire de Pierrefort                                                                                         |
| 1836                                     | 1842         | Joseph Clavière                                |              | |
| 1842                                     | 1848         | Jules Clavière                                 |              | |
| 1848                                     | 1852         | M. Barthélemy                                  |              | Propriétaire                                                                                                |
| 1852                                     | 1861         | Antoine Auguste Loussert du Grolès (1792-1863) |              | Juge à Saint-Flour puis à Espalion                                                                          |
| 1861                                     | 1871         | Pierre Léon Bousquet (1818-1872)               |              | Juge à Saint-Flour                                                                                          |
| 1871                                     | 1876         | Joachim Méjansac                               | Conservateur | Médecin, maire de Pierrefort                                                                                |
| 1877                                     | 1892         | François Malmezat                              |              | Notaire à Brezons                                                                                           |
| 1892                                     | 1908 (décès) | Charles Riol (1854-1908)                       | Droite       | Médecin, maire de Pierrefort                                                                                |
| 10 janv.1909                             | 1919         | Antoine Dommergue                              |              | Directeur d'école en retraite, maire de Narnhac (1900-1916)                                                 |
| 1919                                     | 1928         | Adolphe Roux                                   |              | Maire d'Oradour                                                                                             |
| 1928                                     | 1940         | Louis Urgon                                    | Républicain  | Notaire, maire de Brezons                                                                                   |
| 1940                                     |              |                                                |              | Les conseils d'arrondissement ont été suspendus par la loi du 12 octobre 1940 et n'ont jamais été réactivés |
| Les données manquantes sont à compléter. |              |                                                |              | |

## Démographie
| 1962  | 1968  | 1975  | 1982  | 1990  | 1999  | 2006  | 2011  | 2012  |
| ----- | ----- | ----- | ----- | ----- | ----- | ----- | ----- | ----- |
| 4 764 | 4 314 | 3 862 | 3 506 | 3 139 | 2 776 | 2 701 | 2 545 | 2 508 |